# Ruaidri na bhFeadh Ó Conchobair
Rory na-bhFeadh mac Donough Ua Conchobair, Rey de Connacht 1316-1317.
De los Anales de los Cuatro Maestros:
Un numeroso ejército numeroso fue encabezado por William Burke a Sil-Murray; y O'Conor y los Sil-Murray, con muchas de las tribus y jefes de Connacht, hicieron paz con él. Mac Dermot, sin embargo, no consintió esta paz; y por esa razón Mac William hizo después una incursión en Moylurg, cometió grandes depredaciones sobre Ath-an-chip, y en Uachtar-tire, y quemó y destruyó el país entero; pero sus hombres partieron sin luchar una batalla, u obteniendo promesas de sumisión. Rory, el hijo de Donough O'Conor, fue después depuesto por Mac Dermot. 
Turlough, el hijo de Hugh, hijo de Owen, hijo de Rory, hijo de Hugh, hijo de Cathal Crovderg, fue inaugurado por los hombres de Connacht como su rey.